# Emil Askelund
Paul Emil Askelund, född 9 april 1841 i Torhamns församling, Blekinge län, död 9 september 1920 i Söderåkra församling, Kalmar län, var en svensk folkmusiker och riksspelman. Askelund deltog i Riksspelmansstämman på Skansen 1910.